# Vsevolod Akimov
Vsevolod Ivanovitsj Akimov (Russisch: Всеволод Иванович Акимов) (Oezbekistan, 27 maart 1927 - Moskou, 3 augustus 2008) was een Russisch econoom, sinoloog en hoogleraar.

## Opleiding en werk
Akimov, een zoon van twee artsen, studeerde in Moskou aan de Bauman Technische Universiteit van Moskou economie en later ook sinologie en werd hoogleraar aan het Aziatisch Instituut voor Wetenschappen te Moskou.

## Publicaties en adviseurschap
Hij publiceerde meer dan zestig boeken over de economie en sociologie van China en werd beschouwd als een van de experts op het gebied van dit land. In de jaren zestig was hij adviseur van toenmalig president Chroesjtsjov en gaf hem raad wanneer deze onderhandelingen voerde met de Chinese regering. Akimov mocht bij hoge uitzondering ook spreken in het buitenland en was gast op congressen in Peking, Parijs en Brussel tijdens zijn hoogleraarschap.

## Emeritaat en overlijden
Ook na zijn emeritaat bleef hij wetenschappelijk actief en publiceerde nog steeds. Hij correspondeerde tot op hoge leeftijd in vloeiend Mandarijn met collegae in China. Zijn laatste onderzoek, dat hij niet meer kon afronden, was op verzoek van de Russische regering. Deze vroeg hem om met een groep collega's onderzoek te doen naar de invloed van iconen op de jeugd. Akimov stierf in het ziekenhuis nadat hij enkele dagen daarvoor in zijn huis in Moskou ten val was gekomen op negenenzeventigjarige leeftijd.